# Albin Granlund
Albin Granlund (sinh ngày 1 tháng 9 năm 1989) là một cầu thủ bóng đá người Phần Lan thi đấu cho Stal Mielec ở Ba Lan.

## Sự nghiệp quốc tế
Vào tháng 8 năm 2016, Granlund có tên trong đội hình của Phần Lan để thi đấu giao hữu với Đức, nhưng là cầu thủ dự bị không được sử dụng. Vào tháng 1 năm 2017, anh có màn ra mắt thắng lợi giao hữu trước Maroc. Anh cũng thi đấu tại vòng loại Giải vô địch bóng đá thế giới 2018 và có chiến thắng trước Iceland và Kosovo.